# Iblísz

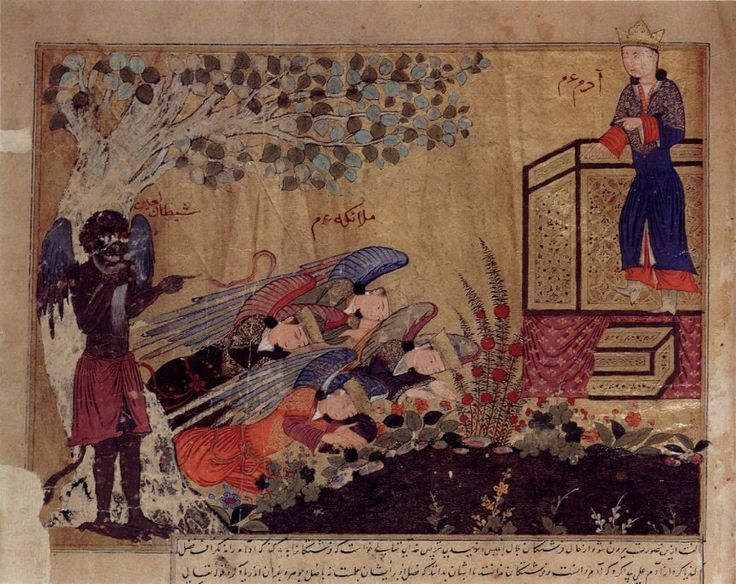
Illusztráció Muhammad ibn Dzsarír at-Tabari annaleszének arab kéziratából, amely azt mutatja, hogy Iblísz megtagadta Ádám imádását

Iblísz (arabul: إبليس [Iblīs]) a Sátán, azaz a legfőbb gonosz neve a Korán szerint.
A dzsinnek, azaz démonok legfőbb vallástudósa volt, ám fellázadt Allah ellen, mikor nem volt hajlandó leborulni Ádám előtt, azaz megtagadta Allah parancsát. Lázadásának oka fennhéjázása, miszerint ő több lenne az embernél azért, mert őt Allah füsttelen tűzből teremtette, az embert pedig agyagból. Lázadása miatt örök kárhozatra ítéltetett, s az ember örök ellensége lett.